# Taphrina maculans
Taphrina maculans är en svampart som beskrevs av E.J. Butler 1911. Taphrina maculans ingår i släktet Taphrina och familjen häxkvastsvampar.   Inga underarter finns listade i Catalogue of Life.